# بخش بیجو، شهرستان ماهنومن، مینه سوتا
بخش بیجو (به انگلیسی: Bejou Township) یک منطقهٔ مسکونی در ایالات متحده آمریکا است که در شهرستان مانومن، مینه‌سوتا واقع شده‌است.
 بخش بیجو ۹۶٫۸ کیلومتر مربع مساحت و ۹۸ نفر جمعیت دارد و ۳۶۹ متر بالاتر از سطح دریا واقع شده‌است.